# 生活與教育改善協會
生活與教育改善協會是一個由山達基教會成立於1988年的非營利組織，總部設在美國加利福尼亞州洛杉磯。主旨是“致力於為兒童和社區創造一個更加美好的未來 ”。它的目的為促進新興宗教山達基創始人L·羅恩·賀伯特作品的非宗教用途，在實際上作爲山達基掩護機構且常被歸類為“與山達基有關的實體”。其主要辦公地點是好萊塢大道7065號，前演員工會總部。

## 傘式組織
生活與教育改善協會是一個傘式組織，其下包括有：
- 應用教育協會
- 那可拿
- 金明拿
- 快樂之道國際基金會